# Алиша Кернс
Алиша Александра Марта Кернс (енгл. Alicia Alexandra Martha Kearns; 11. новембар 1987) британска је политичарка. На парламентарним изборима 2019. стекла је функцију народне посланице Ратланда и Мелтона. Чланица је Конзервативне партије и идеолошки се изјашњава као конзервативка.
У октобру 2022. изабрана за председавајућу Одбора за спољну политику. Прва је жена на тој функцији и најмлађа жена на функцији председавајуће било ког одбора. Посматрачи су је оптужили за србофобију, јер је неосновано оптуживала Србију и Српску православну цркву за ширење криминала на Косову и Метохији, што су негирали КФОР и британски амбасадор.

## Биографија
Одрасла је у Кембриџширу. Током својих тинејџерских година, била је чланица Омладинског парламента Уједињеног Краљевства и активисткиња за Amnesty International. Студирала је друштвене и политичке науке на Универзитету у Кембриџу, а дипломирала је 2009. Током студија, учествовала је у позоришним комадима.
Непосредно пре одласка у Парламент Уједињеног Краљевства, руководила је интервенцијама против тероризма, дезинформација и хибридног рата у Либану, Мароку и на западном Балкану.
Живи на селу у Ратланду са својим супругом. Имају ћерку и сина.

## Контроверзе
Посматрачи су је оптужили за србофобију, као и да од Приштине и Сарајева добија новац за лобирање против Србије. Средином фебруара 2023. изјавила је да њена земља „неће подржати формирање Републике Српске на Косову” мислећи на Заједицу српских општина, рекавши да би то „водило учвршћивању етнонационализма и не би водило ка заједништву”. Више пута се састајала с председником Владе Републике Косово Аљбином Куртијем.
Током мандата бившег премијера Бориса Џонсона лобирала је за увођење санкција Милораду Додику. Додикове идеје је упоредила с оним Слободана Милошевића, рекавши да је он „сањао Велику Србију”. Дневни аваз ју је прогласио за велику пријатељицу Босне и Херцеговине. Додик ју је на твитеру назвао „муслиманском лобисткињом”.
У јулу 2023. у Парламенту Уједињеног Краљевства је тврдила да се „оружје шверцује из Србије на Косово у колима хитне помоћи, а затим чува у српским православним црквама”. НАТО мировна мисија на Косову и Метохији, КФОР, саопштила је да нема доказа за тврдње о шверцу. Британски амбасадор Николас Абот рекао је да британска влада нема доказа који би подржали наводе Кернсове.